# Cycloseris costulata
Cycloseris costulata is een rifkoralensoort uit de familie van de Fungiidae. De wetenschappelijke naam van de soort is voor het eerst geldig gepubliceerd in 1889 door Ortmann.